# Džamá el-Fná
Džamá el-Fná (arabsky ساحة جامع الفناء‎, francouzsky Jemaa el-Fna; v jiných přepisech též Džma, Džema či Džámi' al-Faná') je náměstí a tržiště nacházející se v historické medíně v Marrákeši v jižním Maroku.
Náměstí je od roku 2001 deklarováno jako součást nehmotného dědictví UNESCO.

## Historie
Název pochází nejpravděpodobněji z pojmenování mešity (džamá), která stála na místě dnešního tržiště. Její stavbu nařídil na konci 16. století sultán Ahmad al-Mansúr, nicméně mešita nebyla nikdy dokončena. Mešita měla být nazývána „mešita klidu“ (Džamá el-Hna), což bylo vzhledem k jejímu stavu pozměněno na posměšné Džamá el-Fná, tedy „mešita zkázy“ či „mešita rozkladu“.
V roce 2011 v kavárně Argana na náměstí došlo k bombovému útoku, po kterých zemřelo 17 lidí. V roce 2023 byl jih Maroka zasažen zemětřesením, při kterém bylo poškozeno i okolí náměstí.

## Popis
Náměstí nepravidelného půdorysu se nachází na jihozápadním okraji medíny, asi 400 metrů východně od mešity Kutubíja, jižně od tradičních tržišť, súků (souk).
Džamá el-Fná je proslavená jako ústřední náměstí a tržnice Marrákeše, kde se nacházejí trhovci, pouličními prodejci, stánky s občerstvením a pouliční umělci. Postupně se trhovci a obchodníci zaměřili spíše na turisty, proto je náměstí známé výskytem podvodníků nebo předváděči zvířat s přemrštěnými cenami.

## Fotogalerie

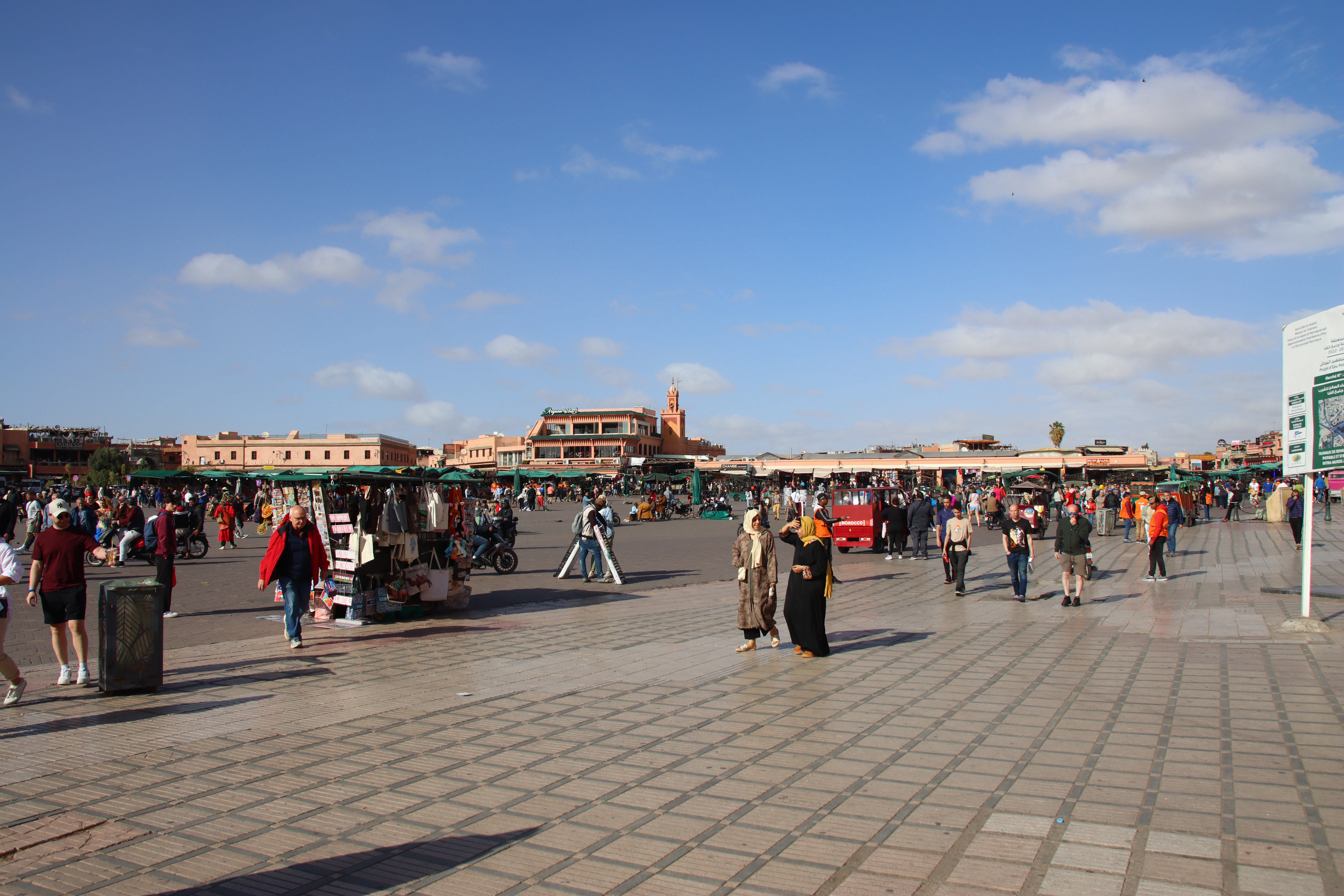
Pohled na náměstí
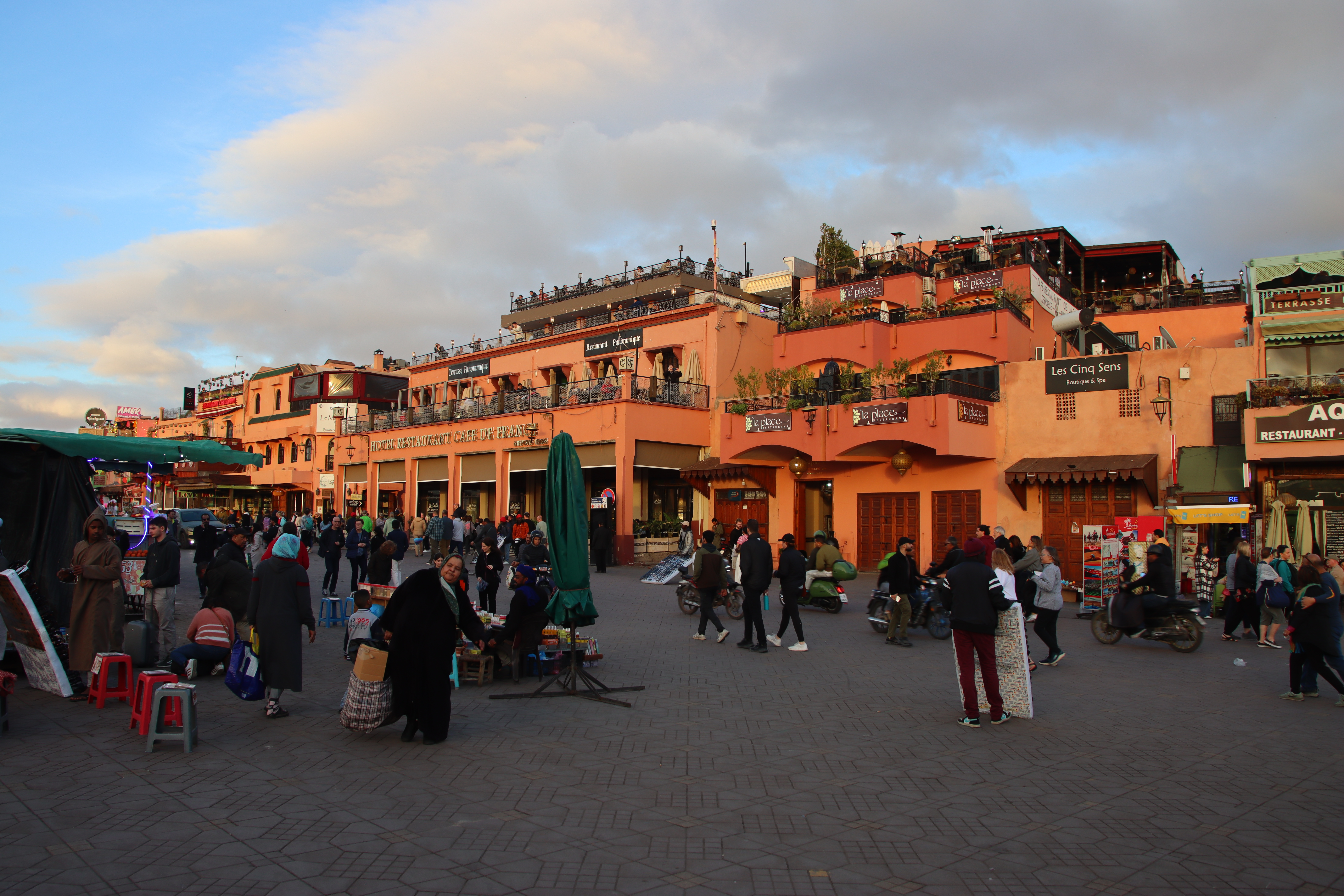
Restaurace na náměstí
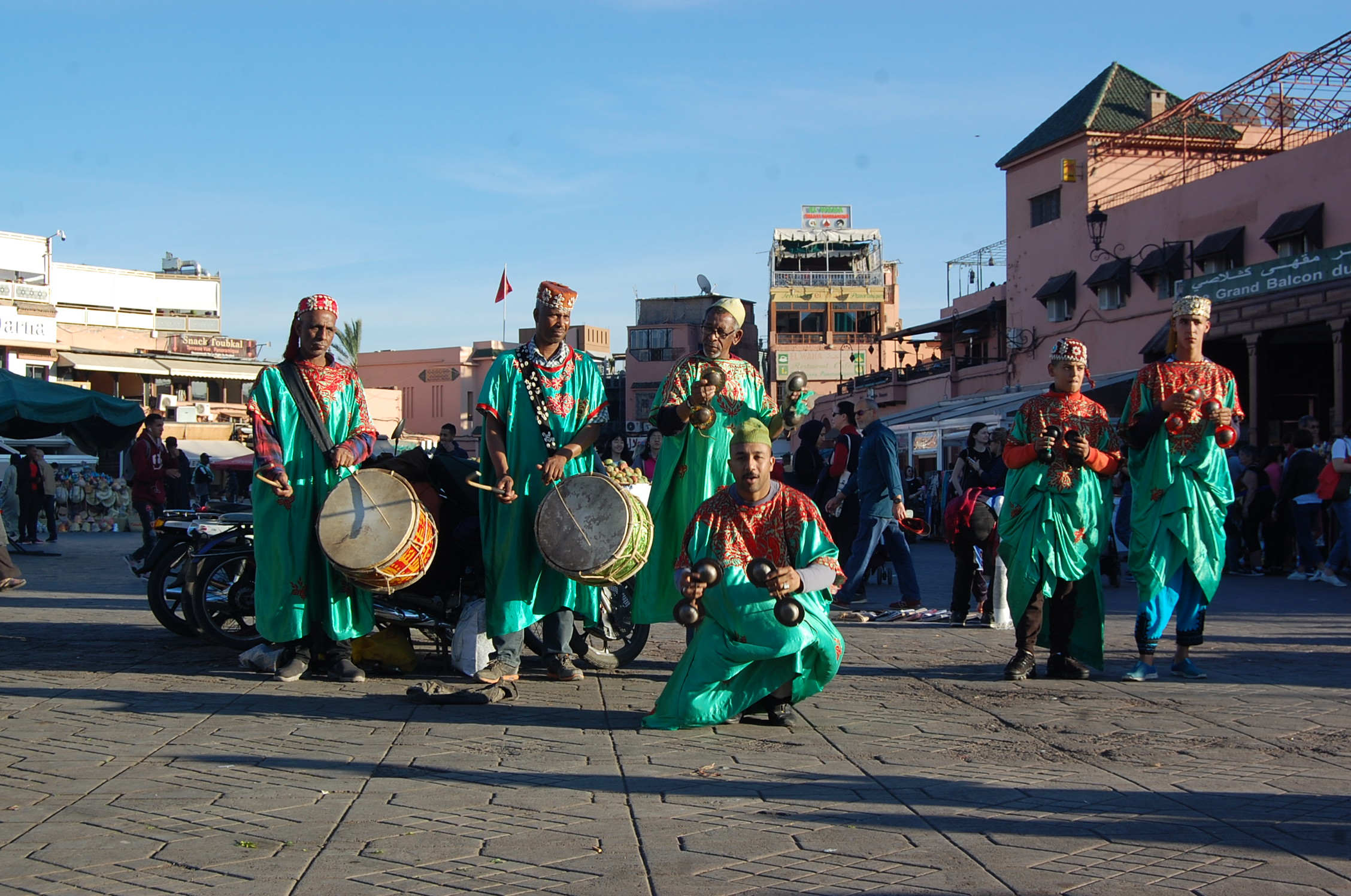
Gnawští hudebníci na náměstí
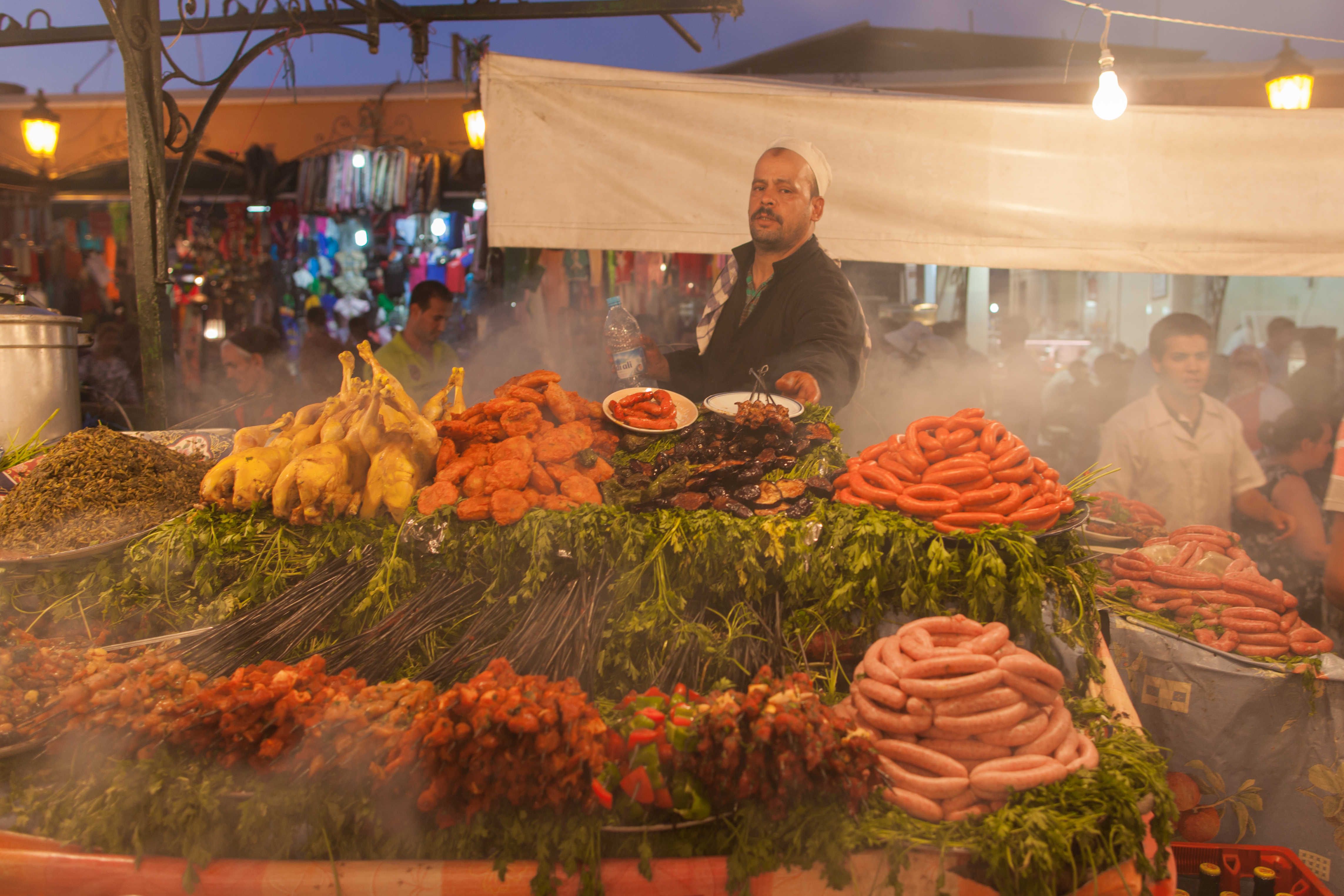
Jeden ze stánků s občerstvením
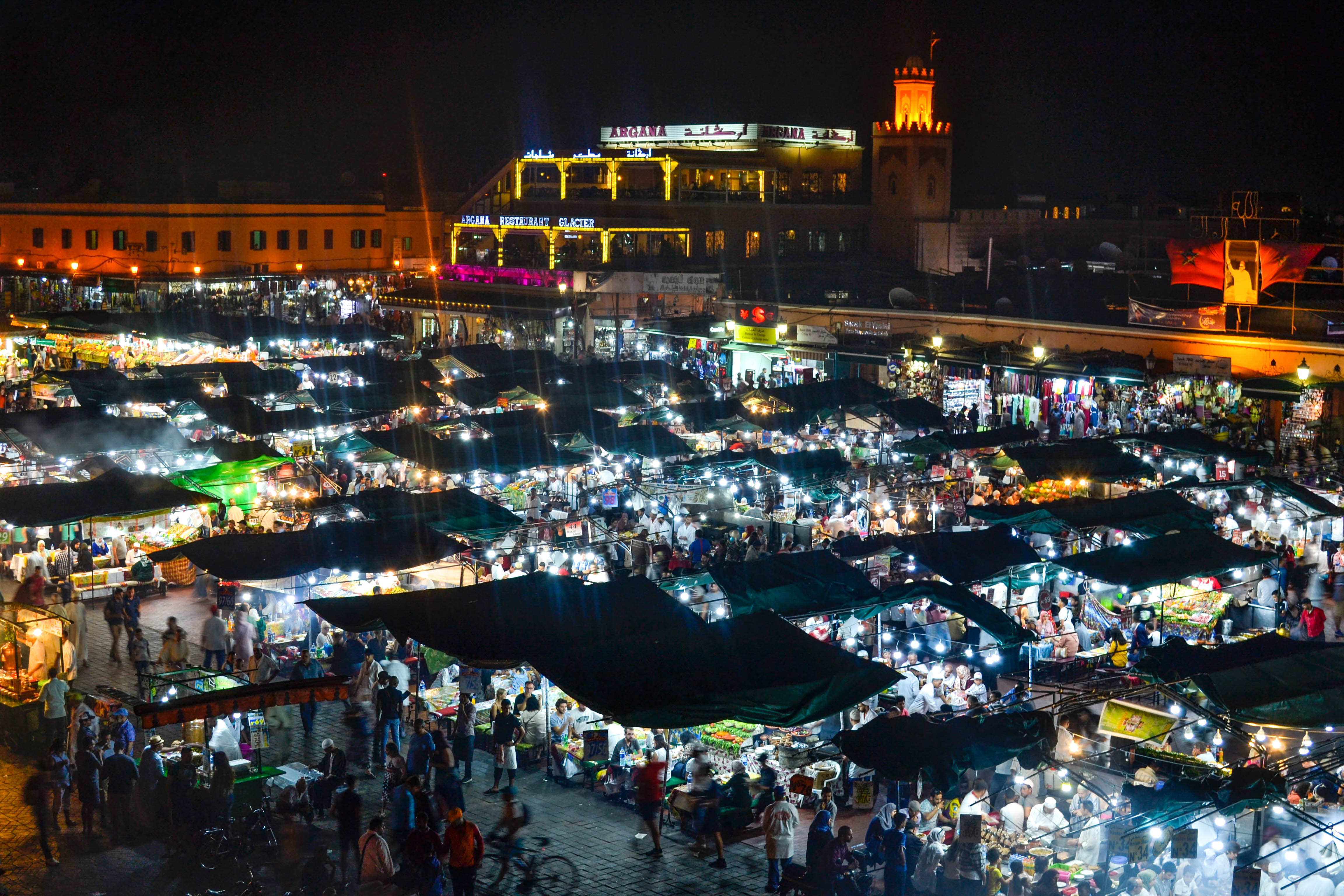
Stánky s jídlem v noci
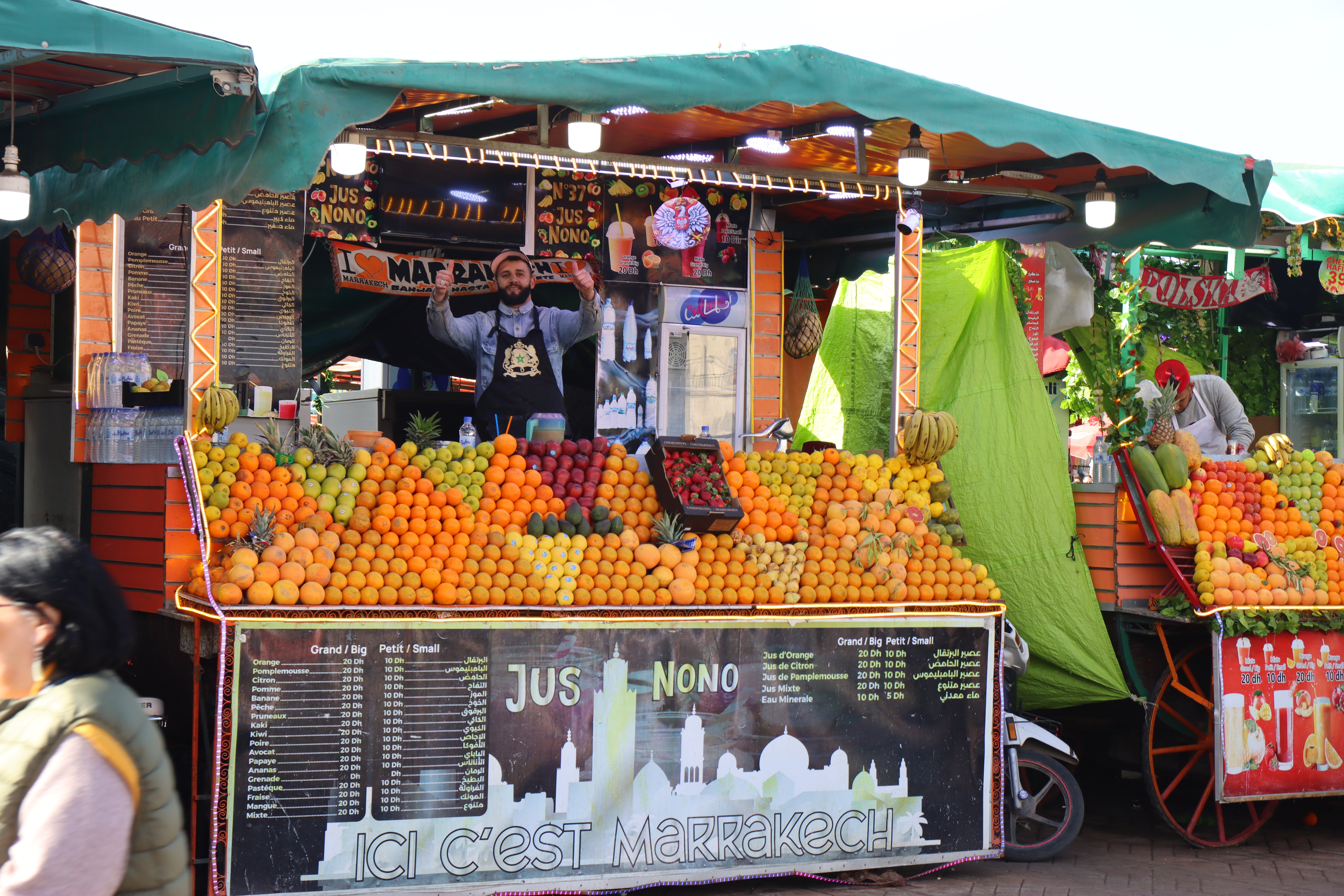
Stánkaři s džusem